# Frits de Voogt

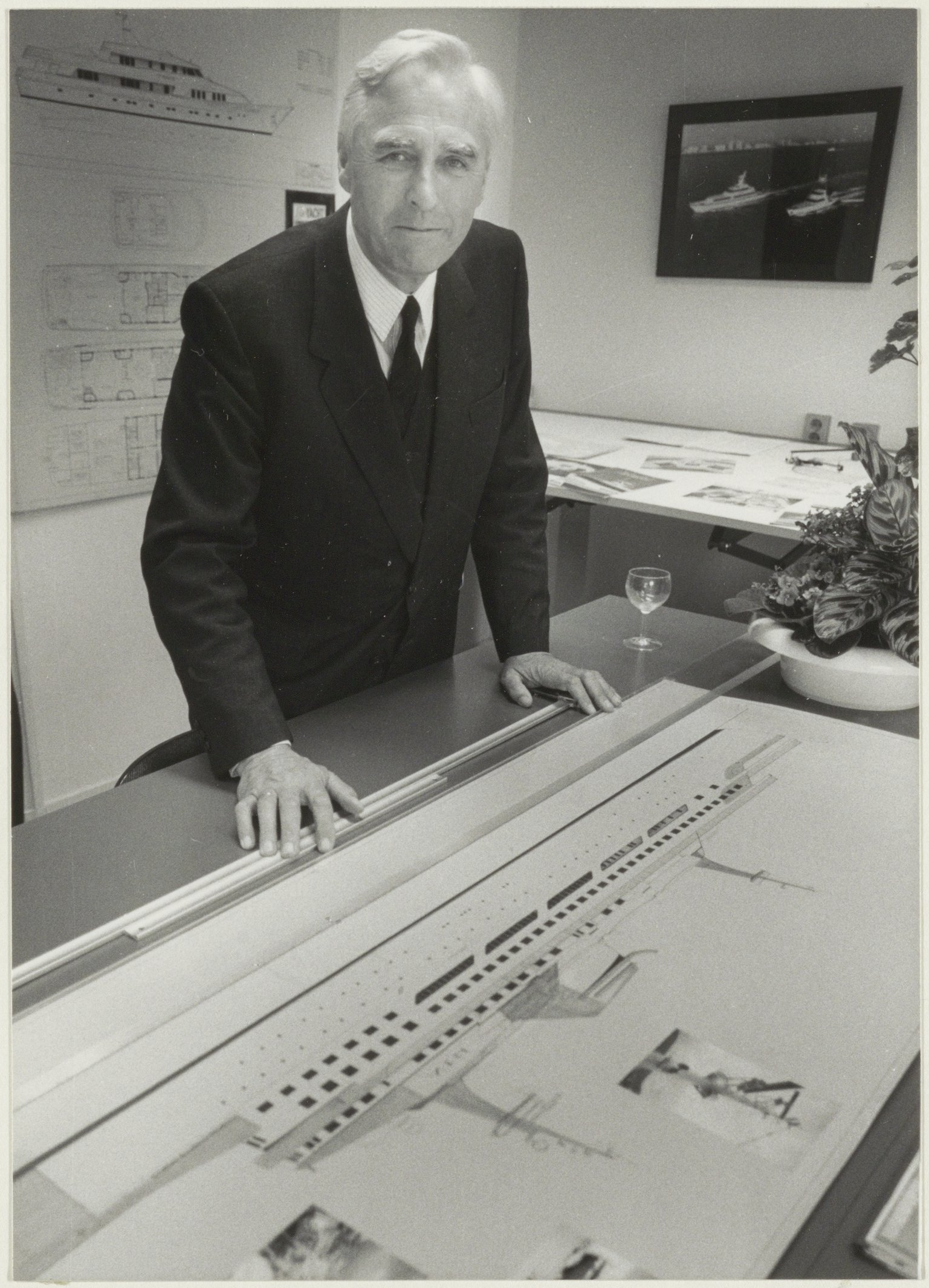

Frederik (Frits) de Voogt (Haarlem, 21 augustus 1927 – aldaar, 20 december 2023) was een Nederlands roeier. Hij vertegenwoordigde Nederland eenmaal op de Olympische Spelen, maar won bij die gelegenheid geen medaille. Die kreeg hij pas later als: Broeder van de Orde van de Nederlandse Leeuw.

## Loopbaan
Hij maakte op 24-jarige leeftijd zijn olympisch debuut op de Olympische Spelen van 1952 in Helsinki. Hij nam deel bij het roeien aan het onderdeel vier zonder stuurman. De roeiwedstrijden zouden initieel plaatsvinden in speciaal hiervoor gebouwde kano- en roeistadion bij Taivallahti, maar door de Internationale Roeifederatie was deze accommodatie in verband met de windgevoeligheid afgekeurd. Hierdoor moest er uitgeweken worden naar een tijdelijk aangelegd roeibaan bij Meilahti, op circa 3 km afstand van het Olympisch Stadion. Het Nederlandse viertal werd in de eerste ronde vierde en laatste met een tijd van 6.56,9. In de herkansing tegen Italië werd het tweede in 6.50,3 en waren zodoende uitgeschakeld. 
In zijn actieve tijd was hij aangesloten bij studentenroeivereniging Laga in Delft. Hij was directeur en eigenaar van F. de Voogt International Ships Design and Engineering BV en werd later adviseur van dit bedrijf.

## Privéleven
Zijn vader was de bekende jachtontwerper Henri Willem de Voogt (1892-1963). Frits de Voogt overleed in 2023 op 96-jarige leeftijd.

## Palmares

### Roeien (vier zonder stuurman)
- 1952: herkansing OS - 6.50,3

Jan op den Velde · 
Frits de Voogt · 
Kees van Vugt · 
Ruud Sesink Clee